# Jenn Proske
Jennifer "Jenn" Proske (pronuncia-se / prɒsk / , nascida 8 de agosto de 1987) é uma atriz canadense-americana, mais conhecido por retratar Becca Crane em Os Vampiros que se Mordam, Parodia da Saga Crepúsculo.

## Biografia
Ela tem dupla cidadania: EUA e Canadá.
Frequentou Arroyo Vista Fundamental, Las Flores Middle School, em seguida, formou-se Tesoro High School, em Las Flores, na Califórnia. Ela, então, frequentou a Academia de Belas Artes da Universidade de Boston, onde graduou-se com um BFA em Teatro e Artes de Teatro.
Enquanto na graduação na universidade, ela também trabalhou no seu mestrado em Justiça Criminal.
Sua família mudou-se para Orange County, Califórnia, quando ela tinha 4 anos de idade.
Trabalhou na Companhia de Teatro de Sydney, sob a direção de Cate Blanchett e Upton Andrew.
Tem uma irmã mais nova de nome Becca.
| Filmografia | Filmografia                       | Filmografia        | Filmografia                      |
| ----------- | --------------------------------- | ------------------ | -------------------------------- |
| Ano         | Filme                             | Personagem         | Notas                            |
| 2010        | Os Vampiros que se Mordam         | Becca Crane        | Principal                        |
| 2011        | CSI: NY                           | Serena Matthews    | Episodes 8x08-8x09               |
| 2012        | House of Lies                     | Beth               | Episode 1x08, "Veritas"          |
| 2012        | Law & Order: Special Victims Unit | Meghan Weller      | Episode 13x11, "Theatre Tricks"  |
| 2012        | Sexting in Suburbia               | Dina Van Cleve     | TV movie                         |
| 2012        | Major Crimes                      | Amanda Martino     | Episode 1x02, "Before and After" |
| 2012        | Beauty & the Beast                | Clarissa Withworth | Episode 1x04, "Basic Instinct"   |
| 2013        | Graceland                         | Abby               | Papel recorrente                 |
| 2014        | Rizzoli & Isles                   | Lily Green         | Episode 5x02, "...Goodbye"       |
| 2014        | Cristela                          | Cheri              | Episode 1x04, "Hall-Oates-Ween"  |